# Билиці (Західнопоморське воєводство)
Билиці (пол. Bylice, нім. Lindenbusch) — село в Польщі, у гміні Пшелевиці Пижицького повіту Західнопоморського воєводства.
Населення — 108 осіб (2011).
У 1975-1998 роках село належало до Щецинського воєводства.

## Демографія
Демографічна структура станом на 31 березня 2011 року:
|          | Загалом | Допрацездатний вік | Працездатний вік | Постпрацездатний вік |
| -------- | ------- | ------------------ | ---------------- | -------------------- |
| Чоловіки | 55      | 7                  | 41               | 7                    |
| Жінки    | 53      | 9                  | 29               | 15                   |
| Разом    | 108     | 16                 | 70               | 22                   |